# Campionato mondiale di hockey su ghiaccio Under-20 2013
Il 37º Campionato mondiale di hockey su ghiaccio U-20 è stato assegnato dall'International Ice Hockey Federation alla Russia, che lo ha ospitato ad Ufa nel periodo tra il 26 dicembre 2012 e il 5 gennaio 2013. Questa è la seconda volta che la Russia ha organizzato il torneo, dopo il mondiale svoltosi a Mosca e a Podol'sk nel 2001. La città di Ufa, capitale della Baschiria e sede della formazione della KHL del Salavat Julaev, in passato aveva ospitato le gare del Campionato europeo di hockey su ghiaccio Under-18 del 1996. Nella finale gli Stati Uniti ha sconfitto la formazione campione in carica della Svezia per 3-1 e si sono aggiudicati il terzo titolo di categoria, tornando al successo dopo il titolo del 2010.

## Campionato di gruppo A

### Stadi
- La Ufa-Arena di Ufa, sede dei match casalinghi del Salavat Julaev Ufa della Kontinental Hockey League, ha ospitato la maggior parte delle partite, inclusa tutta la fase ad eliminazione diretta. L'arena inaugurata nel 2007 può ospitare fino ad un massimo di 8.250 spettatori.[3]
- Lo Dvorec sporta Ufa di Ufa, costruito nel 1967, è stato fino al 2007 sede degli incontri del Salavata Julaev quando fu sostituito dall'Ufa-Arena. Può contenere 4.200 spettatori.

### Partecipanti
Al torneo prendono parte 10 squadre:
| 8 dall'Europa     | Finlandia | Germania    | Lettonia | Rep. Ceca |  |
| 8 dall'Europa     | Russia    | Slovacchia  | Svezia   | Svizzera  |  |
| 2 dal Nordamerica | Canada    | Stati Uniti |          |           |  |

### Gironi preliminari
Le dieci squadre partecipanti sono state divise in due gironi da 5 cinque squadre ciascuno: le compagini che si classificano al primo posto nel rispettivo girone si qualificano direttamente alle semifinali. La seconda e la terza classifica di ciascun raggruppamento disputano invece i quarti di finale. La quarta e la quinta giocano infine un ulteriore girone al termine del quale l'ultima classificata viene retrocessa in Prima Divisione.

#### Girone A
| Ufa 26 dicembre 2012, ore 13:30 UTC+6 | Lettonia | 1 – 5 (1-3; 0-2; 0-0) referto | Finlandia | Dvorec sporta Ufa (1.457 spett.) |

| Ufa 26 dicembre 2012, ore 18:00 UTC+6 | Rep. Ceca | 1 – 4 (0-2; 0-1; 1-1) referto | Svezia | Dvorec sporta Ufa (1.921 spett.) |

| Ufa 27 dicembre 2012, ore 18:00 UTC+6 | Svizzera | 7 – 2 (2-1; 3-1; 2-0) referto | Lettonia | Dvorec sporta Ufa (1.135 spett.) |

| Ufa 28 dicembre 2012, ore 13:30 UTC+6 | Finlandia | 1 – 3 (0-2; 1-0; 0-1) referto | Rep. Ceca | Dvorec sporta Ufa (2.543 spett.) |

| Ufa 28 dicembre 2012, ore 18:00 UTC+6 | Svezia         | 2 – 2 (d.t.s.) (0-1; 1-1; 1-0; 0-0) referto | Svizzera | Dvorec sporta Ufa (2.359 spett.) |
| Shootout 1 – 0                        |                |                                             |          |                                  |
|                                       |                |                                             |          |                                  |
|                                       | Shootout 1 – 0 |                                             |          |                                  |

| Ufa 29 dicembre 2012, ore 18:00 UTC+6 | Lettonia | 1 – 5 (0-1; 1-1; 0-3) referto | Svezia | Dvorec sporta Ufa (1.856 spett.) |

| Ufa 30 dicembre 2012, ore 13:30 UTC+6 | Finlandia      | 4 – 4 (d.t.s.) (0-2; 2-0; 2-2; 0-0) referto | Svizzera | Dvorec sporta Ufa (2.354 spett.) |
| Shootout 1 – 0                        |                |                                             |          |                                  |
|                                       |                |                                             |          |                                  |
|                                       | Shootout 1 – 0 |                                             |          |                                  |

| Ufa 30 dicembre 2012, ore 18:00 UTC+6 | Rep. Ceca | 4 – 2 (1-1; 1-0; 2-1) referto | Lettonia | Dvorec sporta Ufa (1.756 spett.) |

| Ufa 31 dicembre 2012, ore 13:30 UTC+6 | Svizzera | 3 – 4 (d.t.s.) (1-1; 0-2; 2-0) referto | Rep. Ceca | Dvorec sporta Ufa (1.754 spett.) |

| Ufa 31 dicembre 2012, ore 18:00 UTC+6 | Svezia | 7 – 4 (3-1; 2-2; 2-1) referto | Finlandia | Dvorec sporta Ufa (1.543 spett.) |

| Pos. |           | PG | V | VOT | POT | P | GF | GS | DR  | Pt | Accede a             |
| 1.   | Svezia    | 4  | 3 | 1   | 0   | 0 | 19 | 8  | +11 | 8  | Semifinali           |
| 2.   | Rep. Ceca | 4  | 2 | 1   | 0   | 1 | 12 | 10 | +2  | 8  | Quarti di finale     |
| 3.   | Svizzera  | 4  | 1 | 0   | 3   | 0 | 16 | 14 | +2  | 6  | Quarti di finale     |
| 4.   | Finlandia | 4  | 1 | 1   | 0   | 2 | 15 | 15 | 0   | 5  | Girone Retrocessione |
| 5.   | Lettonia  | 4  | 0 | 0   | 0   | 3 | 6  | 21 | -15 | 0  | Girone Retrocessione |

#### Girone B
| Ufa 26 dicembre 2012, ore 15:30 UTC+6 | Germania | 3 – 9 (1-2; 2-5; 0-2) referto | Canada | Ufa-Arena (3.618 spett.) |

| Ufa 26 dicembre 2012, ore 20:00 UTC+6 | Slovacchia | 2 – 3 (d.t.s.) (0-1; 1-1; 1-0) referto | Russia | Ufa-Arena (6.221 spett.) |

| Ufa 27 dicembre 2012, ore 20:00 UTC+6 | Stati Uniti | 8 – 0 (3-0; 3-0; 2-0) referto | Germania | Ufa-Arena (1.378 spett.) |

| Ufa 28 dicembre 2012, ore 15:30 UTC+6 | Canada | 6 – 3 (0-2; 4-1; 2-0) referto | Slovacchia | Ufa-Arena (2.818 spett.) |

| Ufa 28 dicembre 2012, ore 20:00 UTC+6 | Russia | 2 – 1 (1-0; 0-1; 1-0) referto | Stati Uniti | Ufa-Arena (7.620 spett.) |

| Ufa 29 dicembre 2012, ore 20:00 UTC+6 | Germania | 0 – 7 (0-3; 0-1; 0-3) referto | Russia | Ufa-Arena (7.025 spett.) |

| Ufa 30 dicembre 2012, ore 15:30 UTC+6 | Canada | 2 – 1 (2-0; 0-0; 0-1) referto | Stati Uniti | Ufa-Arena (6.985 spett.) |

| Ufa 30 dicembre 2012, ore 20:00 UTC+6 | Slovacchia | 2 – 1 (d.t.s.) (0-0; 0-1; 1-0) referto | Germania | Ufa-Arena (1.578 spett.) |

| Ufa 31 dicembre 2012, ore 15:30 UTC+6 | Stati Uniti | 9 – 3 (5-2; 3-0; 1-1) referto | Slovacchia | Ufa-Arena (2.160 spett.) |

| Ufa 31 dicembre 2012, ore 20:00 UTC+6 | Russia | 1 – 4 (1-2; 0-1; 0-1) referto | Canada | Ufa-Arena (7.988 spett.) |

| Pos. |             | PG | V | VOT | POT | P | GF | GS | DR  | Pt | Accede a             |
| 1.   | Canada      | 4  | 4 | 0   | 0   | 0 | 21 | 8  | +13 | 12 | Semifinali           |
| 2.   | Russia      | 4  | 2 | 1   | 0   | 1 | 13 | 7  | +6  | 8  | Quarti di finale     |
| 3.   | Stati Uniti | 4  | 2 | 0   | 0   | 2 | 19 | 7  | +12 | 6  | Quarti di finale     |
| 4.   | Slovacchia  | 4  | 0 | 1   | 1   | 2 | 10 | 19 | -9  | 3  | Girone Retrocessione |
| 5.   | Germania    | 4  | 0 | 0   | 1   | 3 | 4  | 26 | -22 | 1  | Girone Retrocessione |

### Girone per non retrocedere
Le ultime due classificate di ogni raggruppamento si sfidano in un girone all'italiana di sola andata. Le prime tre classificate guadagnano la permanenza nel Gruppo A, mentre l'ultima viene retrocessa in Prima Divisione. Le sfide tra squadre provenienti dallo stesso girone si disputano, ma tutte le squadre ereditano i punti e la differenza reti delle partite precedentemente giocate. Pertanto la Finlandia parte da 3 punti, la Slovacchia da 2, la Germania da 1 e la Lettonia da 0.
| Ufa 2 gennaio 2013, ore 17:00 UTC+6 | Finlandia | 8 – 0 (1-0; 2-0; 5-0) referto | Germania | Dvorec sporta Ufa (1.308 spett.) |

| Ufa 3 gennaio 2012, ore 17:00 UTC+6 | Slovacchia | 5 – 3 (1-1; 2-0; 2-2) referto | Lettonia | Dvorec sporta Ufa (1.457 spett.) |

| Ufa 4 gennaio 2012, ore 15:00 UTC+6 | Germania | 5 – 2 (0-1; 3-0; 2-1) referto | Lettonia | Dvorec sporta Ufa (1.382 spett.) |

| Ufa 4 gennaio 2012, ore 19:00 UTC+6 | Finlandia | 11 – 4 (3-0; 4-3; 4-1) referto | Slovacchia | Dvorec sporta Ufa (1.352 spett.) |

| Pos. |            | PG | V | VOT | POT | P | GF | GS | DR  | Pt |
| 1.   | Finlandia  | 3  | 3 | 0   | 0   | 0 | 24 | 5  | +19 | 9  |
| 2.   | Slovacchia | 3  | 1 | 1   | 0   | 1 | 11 | 15 | -4  | 5  |
| 3.   | Germania   | 3  | 1 | 0   | 1   | 1 | 6  | 12 | -6  | 4  |
| 4.   | Lettonia   | 3  | 0 | 0   | 0   | 3 | 6  | 15 | -9  | 0  |

### Fase ad eliminazione diretta
|  | Quarti di finale | Quarti di finale | Quarti di finale |  |  | Semifinali | Semifinali  | Semifinali |  |  | Finali          | Finali          | Finali          |
|  |                  |                  |                  |  |  |            |             |            |  |  |                 |                 |                 |
|  |                  |                  |                  |  |  | A1         | Svezia      | 3          |  |  |                 |                 |                 |
|  | B2               | Russia           | 4                |  |  | B2         | Russia      | 2          |  |  |                 |                 |                 |
|  | A3               | Svizzera         | 3                |  |  |            |             |            |  |  | A1              | Svezia          | 1               |
|  |                  |                  |                  |  |  |            |             |            |  |  | A2              | Stati Uniti     | 3               |
|  |                  |                  |                  |  |  | B1         | Canada      | 1          |  |  |                 |                 |                 |
|  | B3               | Rep. Ceca        | 0                |  |  | A2         | Stati Uniti | 5          |  |  | Finale 3° posto | Finale 3° posto | Finale 3° posto |
|  | A2               | Stati Uniti      | 7                |  |  |            |             |            |  |  | B2              | Russia          | 6               |
|  |                  |                  |                  |  |  |            |             |            |  |  | B1              | Canada          | 5               |

#### Quarti di finale
| Ufa 2 gennaio 2013, ore 15:00 UTC+6 | Rep. Ceca | 0 – 7 (0-1; 0-5; 0-1) referto | Stati Uniti | Ufa-Arena (3.247 spett.) |

| Ufa 2 gennaio 2013, ore 19:00 UTC+6 | Russia         | 3 – 3 (d.t.s.) (1-1; 1-1; 1-1; 0-0) referto | Svizzera | Ufa-Arena (7.530 spett.) |
| Shootout 1 – 0                      |                |                                             |          |                          |
|                                     |                |                                             |          |                          |
|                                     | Shootout 1 – 0 |                                             |          |                          |

#### Semifinali
| Ufa 3 gennaio 2012, ore 15:00 UTC+6 | Canada | 1 – 5 (0-2; 0-2; 1-1) referto | Stati Uniti | Ufa-Arena (4.781 spett.) |

| Ufa 3 gennaio 2012, ore 19:00 UTC+6 | Svezia         | 2 – 2 (d.t.s.) (2-0; 0-1; 0-1; 0-0) referto | Russia | Ufa-Arena (7.698 spett.) |
| Shootout 1 – 0                      |                |                                             |        |                          |
|                                     |                |                                             |        |                          |
|                                     | Shootout 1 – 0 |                                             |        |                          |

#### Finale per il 5º posto
| Ufa 4 gennaio 2013, ore 19:00 UTC+6 | Rep. Ceca | 4 – 3 (0-1; 3-1; 1-1) referto | Svizzera | Ufa-Arena (1.733 spett.) |

#### Finale per il 3º posto
| Ufa 5 gennaio 2013, ore 15:00 UTC+6 | Canada | 5 – 6 (d.t.s.) (2-3; 2-1; 1-1) referto | Russia | Ufa-Arena (7.617 spett.) |

#### Finale
| Ufa 5 gennaio 2013, ore 19:00 UTC+6 | Svezia | 1 – 3 (0-0; 1-2; 0-1) referto | Stati Uniti | Ufa-Arena (6.001 spett.) |

### Classifica marcatori
| Giocatore           | PG | G | A  | Pt | +/- | MP |
| ------------------- | -- | - | -- | -- | --- | -- |
| Ryan Nugent-Hopkins | 6  | 4 | 11 | 15 | +6  | 4  |
| Joel Armia          | 6  | 6 | 6  | 12 | 0   | 12 |
| Markus Granlund     | 6  | 5 | 7  | 12 | -1  | 4  |
| Teuvo Teräväinen    | 6  | 5 | 6  | 11 | +6  | 2  |
| John Gaudreau       | 7  | 7 | 2  | 9  | +2  | 4  |
| Marko Daňo          | 6  | 4 | 5  | 9  | -1  | 12 |
| Jacob Trouba        | 7  | 4 | 5  | 9  | +2  | 10 |
| Jonathan Huberdeau  | 6  | 3 | 6  | 9  | 0   | 4  |
| T.J. Miller         | 7  | 2 | 7  | 9  | +5  | 2  |
| Sven Andrighetto    | 6  | 5 | 3  | 8  | +1  | 4  |

### Classifica portieri
| Giocatore          | Min    | TC  | GS | SO | MGS  | Sv%   |
| ------------------ | ------ | --- | -- | -- | ---- | ----- |
| John Gibson        | 398:07 | 193 | 9  | 1  | 1.36 | 95.54 |
| Andrej Vasilevskij | 264:50 | 160 | 8  | 1  | 1.81 | 95.00 |
| Niklas Lundström   | 224:24 | 107 | 6  | 0  | 1.60 | 94.39 |
| Andrej Makarov     | 180:31 | 134 | 9  | 0  | 2.99 | 93.28 |
| Melvin Nyffeler    | 261:39 | 164 | 16 | 0  | 3.67 | 90.24 |

### Classifica finale
| Pos | Squadra     |
| --- | ----------- |
| 1   | Stati Uniti |
| 2   | Svezia      |
| 3   | Russia      |
| 4   | Canada      |
| 5   | Rep. Ceca   |
| 6   | Svizzera    |
| 7   | Finlandia   |
| 8   | Slovacchia  |
| 9   | Germania    |
| 10  | Lettonia    |

| Promossa nel Gruppo A:         | Norvegia |
| Retrocessa in Prima Divisione: | Lettonia |

#### Riconoscimenti
Riconoscimenti individuali
| Premio                  | Giocatore           |
| ----------------------- | ------------------- |
| Miglior giocatore (MVP) | John Gibson         |
| Miglior portiere        | John Gibson         |
| Miglior difensore       | Jacob Trouba        |
| Miglior attaccante      | Ryan Nugent-Hopkins |

All-Star Team

| Attacco:  | John Gaudreau - Ryan Nugent-Hopkins - Filip Forsberg |
| Difesa:   | Jacob Trouba - Jake McCabe                           |
| Portiere: | John Gibson                                          |

## Prima Divisione
Il Campionato di Prima Divisione si è svolto in due gironi all'italiana. Il Gruppo A si è giocato ad Amiens, in Francia, fra il 9 e il 15 dicembre 2012. Il Gruppo B ha giocato a Donec'k, in Ucraina, fra il 10 e il 16 dicembre 2012:

### Gruppo A
| Pos. |             | PG | V | VOT | POT | P | GF | GS | DR  | Pt |
| 1.   | Norvegia    | 5  | 4 | 1   | 0   | 0 | 19 | 7  | +12 | 14 |
| 2.   | Bielorussia | 5  | 4 | 0   | 0   | 1 | 19 | 8  | +11 | 12 |
| 3.   | Danimarca   | 5  | 3 | 0   | 1   | 1 | 20 | 15 | +5  | 10 |
| 4.   | Slovenia    | 5  | 1 | 1   | 0   | 3 | 13 | 14 | -1  | 5  |
| 5.   | Austria     | 5  | 1 | 0   | 1   | 3 | 13 | 21 | -8  | 4  |
| 6.   | Francia     | 5  | 0 | 0   | 0   | 5 | 9  | 28 | -19 | 0  |

| Promossa nel Gruppo A: Norvegia | Retrocessa in Prima Divisione B: Francia |

### Gruppo B
| Pos. |             | PG | V | VOT | POT | P | GF | GS | DR  | Pt |
| 1.   | Polonia     | 5  | 4 | 0   | 0   | 1 | 20 | 9  | +11 | 12 |
| 2.   | Kazakistan  | 5  | 3 | 1   | 0   | 1 | 16 | 9  | +7  | 11 |
| 3.   | Italia      | 5  | 3 | 0   | 0   | 2 | 15 | 6  | +9  | 9  |
| 4.   | Ucraina     | 5  | 2 | 1   | 1   | 1 | 8  | 7  | +1  | 9  |
| 5.   | Regno Unito | 5  | 1 | 0   | 1   | 3 | 8  | 18 | -10 | 4  |
| 6.   | Croazia     | 5  | 0 | 0   | 0   | 5 | 1  | 19 | -18 | 0  |

| Promossa in Prima Divisione A: Polonia | Retrocessa in Seconda Divisione A: Croazia |

## Seconda Divisione
Il Campionato di Seconda Divisione si è svolto in due gironi all'italiana. Il Gruppo A ha giocato a Brașov, in Romania, fra il 9 e il 15 dicembre 2012. Il Gruppo B ha giocato a Belgrado, in Serbia, fra il 12 e il 18 gennaio 2013:

### Gruppo A
| Pos. |             | PG | V | VOT | POT | P | GF | GS | DR  | Pt |
| 1.   | Giappone    | 5  | 5 | 0   | 0   | 0 | 31 | 8  | +23 | 15 |
| 2.   | Ungheria    | 5  | 3 | 1   | 0   | 1 | 22 | 16 | +6  | 11 |
| 3.   | Romania     | 5  | 3 | 0   | 0   | 2 | 18 | 19 | -1  | 9  |
| 4.   | Paesi Bassi | 5  | 2 | 0   | 1   | 2 | 17 | 23 | -6  | 7  |
| 5.   | Lituania    | 5  | 1 | 0   | 0   | 4 | 14 | 19 | -5  | 3  |
| 6.   | Spagna      | 5  | 0 | 0   | 0   | 5 | 12 | 29 | -17 | 0  |

| Promossa in Prima Divisione B: Giappone | Retrocessa in Seconda Divisione B: Spagna |

### Gruppo B
| Pos. |               | PG | V | VOT | POT | P | GF | GS | DR  | Pt |
| 1.   | Estonia       | 5  | 5 | 0   | 0   | 0 | 62 | 6  | +56 | 15 |
| 2.   | Corea del Sud | 5  | 4 | 0   | 0   | 1 | 23 | 14 | +9  | 12 |
| 3.   | Serbia        | 5  | 2 | 0   | 0   | 3 | 17 | 21 | -4  | 6  |
| 4.   | Australia     | 5  | 2 | 0   | 0   | 3 | 12 | 22 | -10 | 6  |
| 5.   | Islanda       | 5  | 2 | 0   | 0   | 3 | 12 | 29 | -17 | 6  |
| 6.   | Belgio        | 5  | 0 | 0   | 0   | 5 | 13 | 47 | -34 | 0  |

| Promossa in Seconda Divisione A: Estonia | Retrocessa in Terza Divisione: Belgio |

## Terza Divisione
Il Campionato di Terza Divisione si è svolto in un unico girone all'italiana a Sofia, in Bulgaria, fra il 14 e il 20 gennaio 2013.
| Pos. |                     | PG       | V        | VOT      | POT      | P        | GF       | GS       | DR       | Pt       |
| 1.   | Cina                | 5        | 5        | 0        | 0        | 0        | 32       | 6        | +26      | 15       |
| 2.   | Bulgaria            | 5        | 4        | 0        | 0        | 1        | 19       | 14       | +5       | 12       |
| 3.   | Nuova Zelanda       | 5        | 3        | 0        | 0        | 2        | 13       | 12       | +1       | 9        |
| 4.   | Messico             | 5        | 2        | 0        | 0        | 3        | 18       | 12       | +6       | 6        |
| 5.   | Turchia             | 5        | 1        | 0        | 0        | 4        | 15       | 28       | -13      | 3        |
| 6.   | Emirati Arabi Uniti | Ritirati | Ritirati | Ritirati | Ritirati | Ritirati | Ritirati | Ritirati | Ritirati | Ritirati |

| Promossa in Seconda Divisione B: Cina | Retrocessa dalla Seconda Divisione B: Belgio |